# Desetstrana bipiramida
| Desetstrana bipiramida          | Desetstrana bipiramida                  |
| ------------------------------- | --------------------------------------- |
|                                 |                                         |
| Vrsta                           | bipiramida                              |
| Coxeter-Dinkinov diagram        |                                         |
| Schläflijev simbol              | { } + {10}                              |
| Vrsta stranskih ploskev         | 20 trikotnikov                          |
| Robovi                          | 30                                      |
| Oglišča                         | 12                                      |
| Konfiguracija stranskih ploskev | V4.4.10                                 |
| Simetrijska grupa               | D10h, [10,2], (*2.2.10), red 40         |
| Vrtilna grupa                   | D10, [10,2]+, (2.2.10), red 20          |
| Lastnosti                       | konveksna, tranzitivne stranske ploskve |

Desetstrana bipiramida(tudi desetstrana dvojna piramida) je ena v neskončni množici bipiramid, ki so dualne neskončnim prizmam. Kadar ima desetstrana bipiramida tranzitivne stranske ploskve, morajo biti vse stranske ploskve enakokraki trikotniki.